# Розендорф (Бургенланд)
Розендорф (нем. Rosendorf, венг. Pócsfalu) — село (нем. Dorf, Ortschaft) в Австрии, в федеральной земле Бургенланд. По классификации NUTS-3 Европейского Союза относится к статистическому региону Зюдбургенланд (код AT113). В административном отношении с 1922 года по 1971 год, как политическая община Розендорф (до 16.07.1929 г. под названием Потшендорф (Почендорф) (нем. Potschendorf (Poschendorf), венг. Pócsfalu), с небольшим перерывом (13.03.1938-13.04.1945), в составе политического округа Еннерсдорф. С 01.01.1971 г. Розендорф — составная часть (нем. Ortsteil) большой политической общины (нем. Großgemeinde) Вайксельбаум в этом же округе. Территория (кадастровая площадь) с учётом внутренних вод — 213,11 га (на 01.01.2001 г.). Население по данным первой всеавстрийской регистрационной переписи (нем. Registerzählung), проведённой 31 октября 2011 года, — 91 чел. Плотность населения — 42,70 чел./км². Землеобеспеченность, включая внутренние воды, — 23 419 м²/чел.

## Общие сведения
После распада Австро-Венгрии в 1918 году немецкие жители «немецкой Западной Венгрии» (будущей федеральной земли Бургенланд) решили присоединиться к Австрии. Решение о передаче территории в состав Австрии, которую занимала «немецкая Западная Венгрия», было принято в Сен-Жерменском и Трианонском мирных договорах и с конца 1921 года Бургенланд стал полноправной федеральной землёй Первой Австрийской Республики.
В связи с присоединением к Австрии Бургенланда населённый пункт Потшендорф (Почендорф или Пошендорф) (нем. Potschendorf (Poschendorf), венг. Pócsfalu), расположенный в приходе (нем. Pfarre) Могерсдорф, стал независимой политической общиной и был включен в состав политического округа Еннерсдорф новой федеральной земли Бургенланд. Окружным правительством в соответствии с постановлением Bgld. Landesregierung vom 16.7.1929, ZI.: V-552/56 с 16 июля 1929 г. политическая община Потшендорф (Почендорф или Пошендорф) была переименована в политическую общину Розендорф. В связи с административной реформой и в соответствии с Законом Gesetzliche bzw. amtliche Grundlagen LGBL. BGL. Nr. 044/1970 политические общины Вайксельбаум, Кроботек и Розендорф с 1 января 1971 г. были объединены в одно большое сообщество (нем. Großgemeinde) — политическую общину Вайксельбаум.
Городов-побратимов по состоянию на 01.01.2015 г. нет.

### Этимология
По данным статьи Rosendorf (Gemeinde Weichselbaum) из немецкой Википедии название Розендорф, по всей видимости, происходит из-за обильного количества многочисленных роз, украшающих данную местность.

### Статус
В настоящем подразделе все данные приведены по состоянию на 1 мая 2015 года (статистические данные — по состоянию на 1 января 2015 года).

#### Внутреннее деление
Ортшафт Розендорф:
- Сельский населённый пункт (село) с населением 86 чел.[2];
- Кадастровая община площадью 2.131.109 м².[9];
- Статистический цельшпренгель с населением 86 чел.[2][10]

Плотность населения — 40,35 чел./км². Землеобеспеченность с учётом внутренних вод — 24.780 м²/чел.
| Тип (вид) и статус населённого пункта Розендорф (община Вайксельбаум) политического округа Еннерсдорф в составе Австрийской федеральной земли Бургенланд | Тип (вид) и статус населённого пункта Розендорф (община Вайксельбаум) политического округа Еннерсдорф в составе Австрийской федеральной земли Бургенланд | Тип (вид) и статус населённого пункта Розендорф (община Вайксельбаум) политического округа Еннерсдорф в составе Австрийской федеральной земли Бургенланд | Тип (вид) и статус населённого пункта Розендорф (община Вайксельбаум) политического округа Еннерсдорф в составе Австрийской федеральной земли Бургенланд | Тип (вид) и статус населённого пункта Розендорф (община Вайксельбаум) политического округа Еннерсдорф в составе Австрийской федеральной земли Бургенланд | Тип (вид) и статус населённого пункта Розендорф (община Вайксельбаум) политического округа Еннерсдорф в составе Австрийской федеральной земли Бургенланд |
| Статус | Тип (вид) населённого пункта или местности | Официальный код | Наименование (нем. Ortschaft, Ortsteil) | Дата получения статуса и (или) его ликвидации | Население (дата переписи) |
| --- | --- | --- | --- | --- | --- |
| Административный | Село D (нем. Dorf) Небольшое поселение R (нем. Rotte) | 00118 - | Розендорф (нем. Rosendorf) Поченберг (нем. Potschenberg)                                                                                                 | 01.01.1971 ? | 133 (12.05.1971) …↑ |
| Кадастровый | Кадастровая община KG (нем. Katastralgemeinde) | 31125 | Розендорф (нем. Rosendorf) | 1921(?) | 181 (07.03.1923) |
| Статистический | Цельшпренгель ZSP (нем. Zählsprengel) | 10510 002 | Розендорф (нем. Rosendorf) | 01.01.1971 | 133 (12.05.1971) |
| Географический | Болото у Розендорфа (нем. BMR)* | 71031 (193) | «Болото у Розендорфа» | ? | - |
| Административный (до 1938 года) | Политическая община PG (нем. Politische Gemeinde) | 25 | Почендорф (нем. Potschendorf) Розендорф (нем. Rosendorf)                                                                                                 | 1922—16.07.1929 16.07.1929—13.03.1938 | 181 (07.03.1923) 159 (22.03.1934) |
| Административный (1938—45) | Политическая община PG (нем. Politische Gemeinde) | ? | Розендорф (нем. Rosendorf) | 13.03.1938—01.10.1945 | 177 (17.05.1939) |
| Административный (1945—70) | Политическая община PG (нем. Politische Gemeinde) | 25 | Розендорф (нем. Rosendorf) | 01.10.1945—01.01.1971 | 168 (01.06.1951) |
| Примечание: * BMR: Biotoptypen Moor bei Rosendorf (нем.)                                                                                                 | | | | | |

#### Локальные административные подразделения
В соответствии с последними опубликованными официальными данными на 15.05.2001 г. ортшафт (нем. Ortschaft) Розендорф состоит из двух административных подразделений: села (нем. Dorf) Розендорф и фракционной части небольшого поселения (нем. Rotte) Поченберг или Потшенберг (нем. Potschenberg), расположенного в западной части кадастровой общины Розендорф. Идентификационный код (нем.  Ortschaftkennziffern [OKZ]) местности — 00118.
По данным первой регистрационной переписи Австрии от 31.10.2011 г. ортшафт Розендорф самый маленький среди всех локальных административных подразделений политического округа Еннерсдорф с постоянным населением 91 чел.
Факт: население ортшафта в межпереписной период 2001—2011 гг. уменьшилось на 17 человек или на 15,74 %.

#### Кадастровая община
Кадастровые общины (нем. Katastralgemeinde (KG)) появились в Австрии в 1770 г. с момента создания земельных регистров (в федеральной земле Зальцбург — с 1805 г.). Первоначально границы приходов и кадастровых общин полностью совпадали. В настоящее время границы кадастровых и сегодняшних политических общин регулируются законами на федеральном уровне.
Ортшафт (нем. Ortschaft) Розендорф территориально размещается в кадастровой общине Розендорф, на самом крайнем севере от центра (нем. Hauptort) политической общины (по данным на 15.05.2001 г.), — села Вайксельбаум. Кадастровая площадь с учётом внутренних вод (по данным на 01.01.2001 г.) составляет 213,11 га. По кадастровой площади кадастровая община Розендорф самая маленькая среди трёх кадастровых общин, расположенных в политической общине Вайксельбаум. Среди всех кадастровых общин политического округа Еннерсдорф меньше её по площади только лишь кадастровая община Грич, расположенная в политической общине Санкт-Мартин-ан-дер-Раб.
Официальный кадастровый номер (нем. Katastralgemeindenummer (KGNR)) кадастровой общины Розендорф — 31125.
Численность населения кадастровой общины Розендорф по данным церковно-приходских, общенациональных и т. п. переписей за период с 1787 по 2011 гг. приведена в разделе Демография.

#### Статистический цельшпренгель
В 1961 году Статистическое управление Австрии для создания сопоставимых данных при обследовании и оценки административных подразделений, для целей выделения наименьшей площади, используемой в качестве объекта управления и т. п., ввело отдельную статистическую единицу цельшпренгель (нем. Zählsprengel (ZSP)).
Статистическим управлением Австрии административная единица Розендорф (нем. Rosendorf) была выделена в отдельную статистическую единицу — статистическую общину (цельшпренгель) Розендорф. В целях унификации при обработке сопоставимых статистических данных данному статистическому подразделению был присвоен официальный статистический код (цельшпренгель) — 10510 002.
По данным первой регистрационной переписи Австрии от 31.10.2011 г. цельшпренгель Розендорф самый маленький среди всех статистических общин политического округа Еннерсдорф с постоянным населением 91 чел.
| Статистические данные по цельшпренгелю Розендорф политического округа Еннерсдорф за 1971—2011 гг. | Статистические данные по цельшпренгелю Розендорф политического округа Еннерсдорф за 1971—2011 гг. | Статистические данные по цельшпренгелю Розендорф политического округа Еннерсдорф за 1971—2011 гг. | Статистические данные по цельшпренгелю Розендорф политического округа Еннерсдорф за 1971—2011 гг. | Статистические данные по цельшпренгелю Розендорф политического округа Еннерсдорф за 1971—2011 гг. | Статистические данные по цельшпренгелю Розендорф политического округа Еннерсдорф за 1971—2011 гг. | Статистические данные по цельшпренгелю Розендорф политического округа Еннерсдорф за 1971—2011 гг. | Статистические данные по цельшпренгелю Розендорф политического округа Еннерсдорф за 1971—2011 гг. |           |           |            |    |   |   |   |     |
| Наименование                                                                                      | Статистический код                                                                                | Дата переписи                                                                                     | Общее количество зданий                                                                           | Общее количество жилых зданий                                                                     | Количество квартир                                                                                | Количество домохозяйств                                                                           | Население                                                                                         |           |           |            |    |   |   |   |     |
| ------------------------------------------------------------------------------------------------- | ------------------------------------------------------------------------------------------------- | ------------------------------------------------------------------------------------------------- | ------------------------------------------------------------------------------------------------- | ------------------------------------------------------------------------------------------------- | ------------------------------------------------------------------------------------------------- | ------------------------------------------------------------------------------------------------- | ------------------------------------------------------------------------------------------------- | --------- | --------- | ---------- | -- | - | - | - | --- |
| Наименование                                                                                      | Статистический код                                                                                | Дата переписи                                                                                     | Общее количество зданий                                                                           | Общее количество жилых зданий                                                                     | Количество квартир                                                                                | Количество домохозяйств                                                                           | Население                                                                                         | Розендорф | 10510 002 | 12.05.1971 | 36 | … | … | … | 133 |
| Розендорф                                                                                         | 10510 002                                                                                         | 12.05.1981                                                                                        | 40                                                                                                | …                                                                                                 | …                                                                                                 | …                                                                                                 | 119                                                                                               |           |           |            |    |   |   |   |     |
| Розендорф                                                                                         | 10510 002                                                                                         | 15.05.1991                                                                                        | 56                                                                                                | …                                                                                                 | …                                                                                                 | …                                                                                                 | 110                                                                                               |           |           |            |    |   |   |   |     |
| Розендорф                                                                                         | 10510 002                                                                                         | 15.05.2001                                                                                        | 53                                                                                                | 38                                                                                                | 49                                                                                                | 39                                                                                                | 108                                                                                               |           |           |            |    |   |   |   |     |
| Розендорф                                                                                         | 10510 002                                                                                         | 31.10.2011                                                                                        | 55                                                                                                | …                                                                                                 | …                                                                                                 | …                                                                                                 | 91                                                                                                |           |           |            |    |   |   |   |     |

#### Судебные инстанции
Ортшафт Розендорф политической общины Вайксельбаум относится к юрисдикции районного суда Еннерсдорф (нем. Gerichtbezirk Jennersdorf). Районный суд расположен в городе Еннерсдорф и непосредственно подчиняется Земельному суду Айзенштадта (нем. Landesgericht Eisenstadt).
Официальный код (нем. Kennziffer (KZGB)) судебного округа Еннерсдорф — 105 1.

## География
Село Розендорф располагается в 9 км (по автодорогам) к северу от центра политической общины Вайксельбаум А) на 7 километре местной автомобильной дороги (нем. Landesstraße) L416 Розендорфер-Штрасе (нем. L416 Rosendorfer Straße), общей длиной 10,451 км, в двух километрах от села Валлендорф политической общины Могерсдорф. В центр политической общины Вайксельбаум из Розендорфа можно попасть, свернув влево на третьем километре местной автомобильной дороги L416 Розендорфер-Штрасе на местную автомобильную дорогу L417 Мария-Бильдер-Штрасе (нем. L417 Maria Bilder Straße), общей длиной 5,090 км.
Примечание: А) В настоящее время офис общины расположен в поселении Мария-Бильд. 

### Географическое положение
Местность Розендорф на севере непосредственно примыкает к долине Лафницталь (нем. Lafnitztal), по которой протекает река Лафниц (нем. Lafnitz), левый приток реки Раб (Раба). На севере Розендорф граничит с селом Эльтендорф (политическая община Эльтендорф), на юге и западе — с поселением Кроботек политической общины Вайксельбаум, на северо-востоке с селом Поппендорф-им-Бургенланд (политическая община Хайлигенкройц-им-Лафницталь), а на юго-востоке с селом Валлендорф (политическая община Могерсдорф).
| Наименование населённых пунктов | Идентификационный код | Географические координаты | Высота над уровнем моря, м А) | Почтовые индексы |
| --- | --------------------- | ------------------------- | ----------------------------- | ---------------- |
| Розендорф | 00118                 |                           | 239 (230÷286)                 | A-8382           |
| Потшенберг (Поченберг) | (00118 и 00116)       |                           |                               | A-8382           |
| Примечание: А) Только для населённых пунктов, население которых по данным переписи на 15.05.1991 г. превышало 5 % от численности населения политической общины. |                       |                           |                               |                  |

#### Часовой пояс
Розендорф находится в часовом поясе, обозначаемом по международному стандарту как Центральноевропейское летнее время (UTC+2).

### Природные условия

#### Геология и рельеф
Высота над уровнем моря на территории «болот у Розендорфа» (нем. Moor bei Rosendorf) варьируется в пределах от 230 до 286 м (холм Готциберг (нем. Gotziberg). Размер участка (нем. Größe), который они занимают — 215,54 га. Высота центра ортшафта Розендорф над уровнем моря составляет 239 м. Геологические и рельефные формы умеренные.

#### Климат
«В Розендорфе умеренно-холодный климат. В течение года выпадает значительное количество осадков. Даже во время самого засушливого месяца выпадает много осадков. Классификация климатов Кёппена-Гейгера — Dfb. В соответствии с классификацией Кёппена-Гейгера типы климата делятся на Dfb. Среднегодовая температура — 9,5 °C. Среднегодовая норма осадков — 767 мм. Самый засушливый месяц — январь с осадками 33 мм. Большая часть осадков выпадает в июле, в среднем 100 мм. Самый теплый месяц года — июль со средней температурой 19,5 °C. Средняя температура в январе — −1.7 °C. Это самая низкая средняя температура в течение года. Разница между количеством осадков между самым сухим и самым влажным месяцем — 67 мм. Средняя температура меняется в течение года на 21,2 °C».
Летом и зимой количество осадков выпадает равномерно. Здесь присутствуют все признаки континентального паннонского климатического влияния.
Погода on-line.

#### Окружающая среда
Данная местность является частью природного парка Раб-Эршег-Горичко (нем. Naturpark Raab-Őrség-Goričko), расположенного на стыке границ трёх государств: Австрии, Венгрии и Словении. Туристам предоставляется реальная возможность побывать одновременно во всех трёх вышеназванных странах.

## Демография

### Текущий и экстремальные демографические показатели
| Текущая оценка численности населения на фоне экстремальных демографических показателей по данным переписей за 1787—2011 гг. | Текущая оценка численности населения на фоне экстремальных демографических показателей по данным переписей за 1787—2011 гг. | Текущая оценка численности населения на фоне экстремальных демографических показателей по данным переписей за 1787—2011 гг. | Текущая оценка численности населения на фоне экстремальных демографических показателей по данным переписей за 1787—2011 гг. | Текущая оценка численности населения на фоне экстремальных демографических показателей по данным переписей за 1787—2011 гг. | Текущая оценка численности населения на фоне экстремальных демографических показателей по данным переписей за 1787—2011 гг. | Текущая оценка численности населения на фоне экстремальных демографических показателей по данным переписей за 1787—2011 гг. | Текущая оценка численности населения на фоне экстремальных демографических показателей по данным переписей за 1787—2011 гг. |              |            |    |        |       |        |      |      |
| Наименование показателей | Дата переписи или оценки | Численность населения, чел.                                                                                                 | Индекс роста, % 1787=100 | Плотность населения, чел./км²                                                                                               | Землеобеспеченность (с учётом внутренних вод), м²/чел.                                                                      | Численность населения общины в современных границах                                                                         | Численность населения в % от населения общины в современных границах                                                        |              |            |    |        |       |        |      |      |
| --- | --- | --- | --- | --- | --- | --- | --- | ------------ | ---------- | -- | ------ | ----- | ------ | ---- | ---- |
| Наименование показателей | Дата переписи или оценки | Численность населения, чел.                                                                                                 | Индекс роста, % 1787=100 | Плотность населения, чел./км²                                                                                               | Землеобеспеченность (с учётом внутренних вод), м²/чел.                                                                      | Численность населения общины в современных границах                                                                         | Численность населения в % от населения общины в современных границах                                                        | Самый ранний | ХХ.ХХ.1787 | 96 | 100,00 | 45,05 | 22 199 | 1007 | 9,53 |
| Минимальный | 31.10.2011 | 91 | 94,79 | 42,70 | 23 419 | 724 | 12,57 |              |            |    |        |       |        |      |      |
| Максимальный | 31.12.1890 | *230 | 239,58 | 107,93 | 9 266 | 1697 | 13,55 |              |            |    |        |       |        |      |      |
| Текущий (оценка) | 01.01.2015 | 86 | 89,58 | 40,35 | 24 780 | 744 | 11,56 |              |            |    |        |       |        |      |      |

- Примечание: По данным всевенгерской переписи населения, приведенным в Magyarország vármegyéi és városai: Magyarország monografiája. A magyar korona országai történetének, földrajzi, képzőművészeti, néprajzi, hadügyi és természeti viszonyainak, közművelődési és közgazdasági állapotának encziklopédiája. Szerk. Borovszky Samu — Sziklay János. Budapest: Országos Monografia Társaság. 1896—1914. Vas vármegye на 31 декабря 1890 года в населённом пункте Почфалу (венг. Pócsfalu, по нем. Potschendorf [ Почендорф ]) было зарегистрировано 32 жилых здания, в которых проживало 320 (?) немецкоговорящих римо-католиков, что противоречит другим официальным статистическим данным (230 жителей), приведенным в Historisches Ortslexikon Burgenland. Datenbestand: 31.8.2015 на ту же дату переписи.

### Изменение численности населения
Диаграмма изменения численности населения по данным налоговых, поместных, военных, церковно-приходских, судебных (1787—1863 гг.) и общенациональных (в том числе пробных и регистрационных) переписей за 1869—2011 гг.
Источники: 1. Historisches Ortslexikon Burgenland. Datenbestand: 30.6.2011. 2. Historisches Ortslexikon Burgenland. Datenbestand: 31.8.2015.
- См. примечание к подразделу Текущий и экстремальные демографические показатели.

## История
Ортшафт Розендорф довольно-таки древнее поселение, торжественно отметившее в 1987 году своё восьмисотлетие.

### Хронология до 31 октября 1918 года
Село Розендорф под названием Пацфалу (венг. "Pacfalu") впервые упоминается в 1187 году в письме папы Римского Урбана III о предоставлении аббатству Сентготхард (венг. Szentgotthárd) Цистерцианских привилегий. В 1350 году поселение Пацфалу упоминается как Боцфолуа (венг. "Bochfolua"), в 1548 — как Поцфальва (венг. "Pochfalwa"), а уже в 1593 — как Патффальва (венг. "Pathffalwa"). В 1620 году нынешняя местность Розендорф упоминается в форме Поцфалуа (венг. "Poczfalua"). Название, вероятнее всего, происходит от первого владельца. Дальнейшее развитие поселения, его взлёты и падения, на многие годы были тесно привязаны к аббатству. В 1720 году на месте современного поселения насчитывалось 6 подворий; в 1787 — 96 человек проживали в 18 домах; в 1830 в 17 домах проживало 118 жителей.
По данным Феньеш Элек (Fényes Elek: Magyarország geographiai szótára, mellyben minden város, falu és puszta, betürendben körülményesen leiratik. Pest: Fényes Elek, 1851) Почфалу (Потшендорф или Почендорф) (венг. Pócsfalu, нем. Potschendorf)  — немецкая деревня в вармедье Ваш, Сентготхардского поместья (усадьбы) (венг. szentgotthárdi uradalomban), в долине Лафница (венг. Lapincs), в которой проживают 123 римо-католика (1836 год).
В конце XIX столетия из-за филлоксеры пропало значительное количество виноградников. Местные жители частично стали использовать виноградники под пахотные земли. Но большинство средств к существованию для многих людей было уничтожено, и они были вынуждены эмигрировать.

### Первая республика (12.11.1918-13.03.1938)
До разделения в 1921 году немецкой западной Венгрии Розендорф с окрестностями входил в состав судебного округа Сентготхард комитата Ваш А) (часть которого теперь в составе медье Ваш Венгрии).
После создания 9 февраля 1921 года Бургенланда в Первой Австрийской Республике (Зюдбургенланд или Южный Бургенланд вошёл в состав страны только 6 декабря 1921 года) поселение Почфалу (венг. Pócsfalu в 1898—1921 гг.) было преобразовано в независимую политическую общину Потшендорф (Почендорф) и стало непосредственно подчиняться в административном отношении властям нового политического округа Еннерсдорф.
Окружным правительством в соответствии с постановлением Bgld. Landesregierung vom 16.7.1929, ZI.: V-552/56 с 16 июля 1929 г. политическая община Потшендорф (Почендорф) была переименована в политическую общину Розендорф.
Примечание: А) Немецкое название комитата Ваш — комитат Айзенбург (нем. Komitat Eisenburg). В дореволюционной русской исторической литературе обычно встречается немецкое наименование комитата — Эйзенбургский комитат.

### Аншлюс (13.03.1938-13.04.1945)
Во времена аншлюса Австрии Германией декретом нацистской державы от 24 мая 1938 г. федеральная земля Бургенланд, как административная единица первого порядка, была ликвидирована с 15 октября 1938 г. Четыре северных политических округа (Айзенштадт-Умгебунг, Маттерсбург, Нойзидль-ам-Зе, Оберпуллендорф), два свободных города Айзенштадт и Руст были переданы в гау (нем. Gau) Нидердонау. Оставшиеся три политических округа (Гюссинг, Еннерсдорф и Оберварт) вошли в состав гау (нем. Gau) Штирия. Политический округ Еннерсдорф был полностью расформирован. Первоначально 12 политических общин бывшего политического округа Еннерсдорф, включая и общину Розендорф, были присоединены к административному округу Фюрстенфельд. Впоследствии, только девять политических общин северной части политического округа Еннерсдорф, расположенных в долине Лафницталь (река Лафниц), были присоединены к новой административной единице ландкрайс (нем. Landkreis) Фюрстенфельд. Оставшиеся двадцать четыре политические общины южной части политического округа Еннерсдорф, расположенных в долинах рек Раб (Раба) и Дойбер, включая и политическую общину Розендорф А) присоединили к новой административной единице ландкрайс (нем. Landkreis) Фельдбах.
Община (нем. Gemeinde) Розендорф находилась в составе ландкрайса (нем. Landkreis) Фельдбах (первоначально в административном округе Фюрстенфельд) с 15 октября 1938 г. по 30 сентября 1945 г. включительно.
Примечание: А) На карте (стр. 173) справочника «Политическая география Бургенланда, 1958 (англ.)» общины Валлендорф (29)*, Дойч-Минихоф (3)*, Кроботек (Кроботекк) (14)* и Розендорф (25)* показаны в составе ландкрайса (нем. Landkreis) Фюрстенфельд. Это соответствует действительности на 15 октября 1938 года, но противоречит данным переписи населения Германии от 17.05.1939 г., где все эти общины относятся к ландкрайсу (нем. Landkreis) Фельдбах.
- Список всех общин политического округа Еннерсдорф, изображённых на карте (стр. 173), с указанием численности населения по данным переписи на 01.06.1951 г., порядковыми номерами и названиями приведены в приложении F (англ. Appendix F) «Список общин» (англ. List of Gemeinden) данного справочника на стр. 341.

### Вторая республика

#### Вторая республика (1945—1970)
После Второй мировой войны с 1 октября 1945 года политическая община Розендорф вновь в составе восстановленного политического округа Еннерсдорф федеральной земли Бургенланд.
Офис администрации (управление политической общиной) располагался в приходе Могерсдорф.

#### Вторая Республика. Современное положение
В связи с административной реформой и в соответствии с Законом Gesetzliche bzw. amtliche Grundlagen LGBL. BGL. Nr. 044/1970 политические общины Вайксельбаум, Кроботек и Розендорф с 1 января 1971 г. были объединены в одно большое сообщество (нем. Großgemeinde) — политическую общину Вайксельбаум. С большим сообществом Могерсдорф сообщество Вайксельбаум сформировало ассоциацию с центром в Могерсдорфе.
В 1986 году в Розендорфе была расширена местная канализация. В 1987 году, в честь восьмисотлетия со дня первого упоминания, состоялось освящение ратуши большого сообщества Вайксельбаум.
В 1988 году (по вопросам записи актов гражданского состояния с 31.12.1989 г.) ассоциация больших сообществ распалась. Муниципальный офис большого сообщества Вайксельбаум разместился в поселении Мария-Бильд.
В последующие несколько лет дороги между ортшафтом Розендорф и центром общины были расширены и улучшены. В 1992 году завершено строительство нового пожарного депо. В 1994 году кооперативы от долины Рабталь подвели водопроводную сеть к населённым пунктам Розендорф, Кроботек и поселению Мария-Бильд политической общины Вайксельбаум.

## Экономика и инфраструктура

### Сельское и лесное хозяйство
Первичные культуры: зерновые, кукуруза и кормовые. В «горах» имеет значение плодоводство. Животноводство практического значения не имеет.

### Туризм
Лесистый и разнообразный ландшафт представляет рай для туристов. Все районы и горные селения связаны хорошо развитой системой местных дорог. Для путешественников существует несколько вариантов велосипедных маршрутов. Варианты для проживания есть, хотя очень мало. Проблемы с питанием отсутствуют, так как имеется большое количество ресторанчиков с высоким уровнем обслуживания клиентов. Гостеприимство является образцовым.

## Политика

#### Бургомистры (1922—1970)
Бургомистры независимой общины Розендорф:
- Франц Дойч (нем. Franz Deutsch) (1922—1927);
- Антон Зуппер (нем. Anton Supper) (1927—1931);
- Людвиг Кёниг (нем. Ludwig König) (1931);
- Александр Вебер (нем. Alexander Weber) (1931—1936);
- Зигмунд Мюллер (нем. Sigmund Müller) (1936—1938);
- Эмиль Винд (нем. Emil Wind) (как администратор в 1938—1945);
- Александр Вебер (с 1945 по 26 июня 1950 г.);
- Эмиль Пош (нем. Emil Posch) (26.06.1950—09.12.1962);
- Иоганн (Йоханн) Хадль (нем. Johann Hadl) (09.12.1962—31.12.1970).

#### Современное положение
Мэром (бургомистром) села Розендорф является Харальд Бруннер (АНП) (нем. Harald Brunner [ ÖVP ]). Вице-мэр (вице-бургомистр) большого сообщества Вайксельбаум Йозеф Маркус (СПА) (нем. Josef Markus [ SPÖ ]) родился в селе Розендорф.

## Достопримечательности
Местность Розендорф не имеет особенно заметных достопримечательностей, за исключением, пожалуй, лишь
местной часовни.

## Праздники (Бургенланд)
| Праздник                                  | Дата              |
| ----------------------------------------- | ----------------- |
| Новый год                                 | 1 января          |
| Богоявление                               | 6 января          |
| Великая пятница                           | (Пасха − 2 дня)   |
| Пасхальный понедельник                    | (Пасха + 1 день)  |
| Staatsfeiertag (День труда)               | 1 мая             |
| Вознесение Господне                       | (Пасха + 39 дней) |
| Троицкий понедельник                      | (Пасха + 50 дней) |
| Праздник Тела и Крови Христовых           | (Пасха + 60 дней) |
| Успение Божией Матери                     | 15 августа        |
| Национальный праздник                     | 26 октября        |
| День всех святых                          | 1 ноября          |
| Мартин Турский                            | 11 ноября         |
| Непорочное зачатие Девы Марии             | 8 декабря         |
| Рождественский сочельник (Heiliger Abend) | 24 декабря        |
| Рождество (Christtag)                     | 25 декабря        |
| День св. Стефана (Stefanitag)             | 26 декабря        |
| День Святого Сильвестра                   | 31 декабря        |
| Всего                                     | 17                |